# Rinaldo Zardini
Rinaldo Zardini (Cortina d'Ampezzo, 22 dicembre 1902 – Cortina d'Ampezzo, 16 febbraio 1988) è stato un paleontologo e botanico italiano.

## Biografia
Rinaldo nacque a Cortina d'Ampezzo quando questa faceva parte dall'Impero Austro-ungarico. Nel 1918, in seguito alla fine della prima guerra mondiale, Cortina passò al Regno d'Italia e a tutti gli ampezzani venne riconosciuta la doppia cittadinanza, ma Zardini, che nel frattempo si era trasferito in Svizzera per gli studi, dovette attendere fino a due anni dopo il rientro in patria. Nel 1922 a vent'anni Rinaldo divenne a tutti gli effetti suddito del regno d'Italia.

### Famiglia
Rinaldo era figlio di Raffaele Zardini, maestro nella scuola industriale di Cortina d'Ampezzo, e di Antonia Verocai, prima fotoreporter della grande guerra in Ampezzo. Primo di quattro figli, a Rinaldo seguirono Roberto (giocatore di hockey su ghiaccio negli anni 30), Olga (alpinista degli anni venti e trenta) e Ofelia. La famiglia Zardini aprì il primo studio fotografico di Cortina.
Rinaldo Zardini sposò Maria Franceschi.

### L'infanzia e l'esilio in Svizzera
Terminata la scuola popolare d'Ampezzo si trasferì nel 1914, all'età di 12 anni, a Zurigo, dove frequentò il Ginnasio ed il Conservatorio, dedicandosi particolarmente alle lingue straniere. Questo lo tenne lontano dalla guerra, che proprio a Cortina ebbe uno dei principali teatri di scontri.

### Il rientro a Cortina
Nel 1920 rientrò definitivamente a Cortina, entrando nell'azienda ottica di famiglia. Diventò presto organista della chiesa parrocchiale e membro dei pompieri.

### Alpinismo
Con la sorella Olga Zardini si cimentò in qualche impresa alpinistica, aprendo due nuove vie: la “Via Olga” sul diedro NW della Cima W della Torre Grande d’Averau (15 luglio 1929) e la parete W della Cima Caşon de Formin sulla Croda da Lago (17 luglio 1930)

### Hockey su ghiaccio e sci
Nel 1922 entrò anche a far parte del Gruppo Sportivo Dolomiti Cortina, la squadra di hockey su ghiaccio di Cortina. Con questa società divenne campione italiano di hockey nel 1932. Vinto lo scudetto, Rinaldo abbandonò l'attività agonistica, ma venne nominato arbitro nazionale, carica che ricoprì dal 1932 al 1955.
Nel 1936 diventò maestro di sci.

### La seconda guerra mondiale
Dato il compito svolto, il suo lavoro fu spesso gradito al regime fascista, che gli conferì negli anni trenta una medaglia al valor militare. Durante la seconda guerra mondiale Rinaldo venne assunto dall'Istituto Luce come operatore cinematografico.

## Gli studi botanici
Lo studio della botanica iniziò per Zardini tra 1936 e il 1937, periodo in cui creò un erbario di più di mille specie che crescevano spontanee nella conca d'Ampezzo, con tanto di fotografie dipinte a mano (le foto a colori non esistevano) e nome scientifico e dialettale.
In seguito ne fece una mostra, cui seguì nel 1939 la pubblicazione del libro "La flora montana e alpina di Cortina d'Ampezzo", nel 1948 "Flora di Cortina d'Ampezzo" nel 1949 del libro "Indice dei nomi dialettali ampezzani di piante e fiori spontanei".
Tra il 1951 e il 1959 catalogò 500 specie diverse di farfalle e coleotteri sempre dalla conca ampezzana e valli limitrofe. Concluse gli studi botanici nel 1959.

## Gli studi paleontologici
Nel 1935 Rinaldo raccolse il suo primo fossile e da allora continuò fino alla morte (1988) a raccogliere studiare e catalogare i diversi reperti, arrivando ad avere una delle collezioni più grandi e di maggiore interesse al mondo con circa un milione di esemplari e pezzi rarissimi.
Per la maggior parte Zardini si occupa delle faune cassiane dell'era ladinica, riproponendo l'argomento a tutta la comunità scientifica mondiale
Nel 1966 pubblicò il libro "Stratigrafia e formazione delle Dolomiti ampezzane", seguirono molte pubblicazioni paleontologiche, alcune delle quali diventarono testi di studio nelle università italiane, europee ed americane. Tra questi i più importanti sono "Fossili di Cortina: atlante degli Echinodermi" del 1973 e "Reperto arboreo di 9.000 anni fa a Ronco e osservazioni geomorfologiche sul Col Drusciè" del 1984

### Specie studiate
Le specie studiate da Zardini sono principalmente del periodo ladinico, un'era geologica del triassico medio che va circa da 237 a 228 milioni di anni fa.
Gli studi di Rinaldo si concentrarono su ammoniti (principalmente della specie Eoprotrachyceras curionii), cefalopodi, gasteropodi, spugne, echinodermi, lamellibranchi e bivalvi (principalmente specie appartenenti all'ordine estinto dei Hippuritoida come il Dicerocardo o il Megalodonte).

## Premi, riconoscimenti e incarichi sociali
- 1968: Presidente dell'Istituto d'arte di Cortina d'Ampezzo
- 1970: Nominato ricercatore dell'Università di Washington.
- 1970: Inizio collaborazione scientifica sulla rivista "Due Soldi" della Cassa Rurale di Cortina
- 1975: Nominato ricercatore al "Smithsonian Institution" di Washington.
- 1984: Nominato membro dell'Ateneo Veneto.
- 1985: Laurea honoris causa in scienze naturali conferita dalla Facoltà di Scienze Naturali dell'Università di Modena

## Onorificenze
Medaglia d'argento al valor militare